# La Saga des Conti
Pour plus de détails, voir Fiche technique et Distribution.
La Saga des Conti est un documentaire français réalisé par Jérôme Palteau, sorti en 2013.

## Synopsis
En 2009, 1 120 salariés de l'usine Continental de Clairoix. Ils décident de se battre avec l'aide des syndicats, notamment la CGT, représentée par Xavier Mathieu.

## Fiche technique
- Titre : La Saga des Conti
- Réalisation : Jérôme Palteau
- Musique : Yannick Lannoy
- Montage : Marie Quinton
- Production : Serge Lalou et Sébastien Onomo
- Société de production : Les Films d'ici, Vic Productions, France 3 et Public Sénat
- Pays de production :  France
- Genre : documentaire
- Durée : 99 minutes
- Dates de sortie : 
  - France : 20 mars 2013

## Accueil
Isabelle Regnier pour Le Monde évoque un film « passionnant ». Mehdi Fikri pour L'Humanité estime que le « Le film de Jérôme Palteau (...) dessine une chronique sensible (...) à mi-chemin entre le discours de la méthode et le récit d'apprentissage. Sur la méthode (comment se battre), le documentaire est un peu scolaire. Sur l'apprentissage (grandir grâce à la lutte), il excelle ».